# Arfring
En arfring är inom matematiken en endimensionell kommutativ halvlokal Cohen–Macaulayring som satisfierar vissa andra krav. De beskrivs i en studie Cahit Arf från 1948. 